# Rui Rodrigues
Rui Rodrigues (Lourenço Marques, África Oriental Portuguesa; 17 de mayo de 1943-23 de febrero de 2024) fue un futbolista y entrenador de fútbol de Portugal nacido en Mozambique que jugó en la posición de defensa central.

## Carrera

### Club
| Periodo   | Club                 | Apariciones | Goles |
| --------- | -------------------- | ----------- | ----- |
| 1962–1971 | Académica de Coimbra | 210         | 17    |
| 1971–1974 | SL Benfica           | 47          | 1     |
| 1974–1976 | Vitória Guimarães    | 48          | 2     |
| 1976–1979 | Académica de Coimbra | 33          | 1     |

### Selección nacional
Debutó con Portugal el 26 de noviembre de 1967 en una derrota por 0-1 ante Bulgaria en Sofia por la clasificación para la Eurocopa 1968. Su primer gol internacional lo anotó el 12 de mayo de 1971 en una victoria por 5-0 ante Dinamarca en Oporto por la Clasificación para la Eurocopa 1972 y su último gol internacional lo anotó el 19 de noviembre de 1975 en un empate 1-1 ante Inglaterra en Lisboa por la clasificación para la Eurocopa 1976. 
Jugó en 12 ocasiones y anotó tres goles con la selección nacional hasta su retiro internacional el 16 de octubre de 1976 en una derrota por 0-2 ante Polonia en la clasificación de UEFA para la Copa Mundial de Fútbol de 1978.

### Entrenador
| Periodo   | Club                  |
| --------- | --------------------- |
| 1979–1980 | Leça FC               |
| 1980–1981 | SC Beira-Mar          |
| 1981-1982 | União Coimbra         |
| 1982      | SC Beira-Mar          |
| 1983      | Oliveira de Bairro SC |
| 1985      | 1º de Maio            |
| 1995-1997 | SL Benfica B          |
| 2000      | AD Camacha            |

## Logros
- Primeira Liga: 1971-72, 1972-73
- Taça de Portugal: 1972